# Socialismo e direitos LGBT
A história entre socialismo e direitos LGBT é longa e complexa. Entre os nomes pioneiros de socialistas assumidamente LGBTs estão os de Edward Carpenter, Oscar Wilde, Harry Hay, Bayard Rustin, Emma Goldman, Daniel Guérin, entre outros.
A maior parte dos autores concorda que a atitude do movimento socialista em relação à homossexualidade não foi e ainda não é homogênea, e que é possível encontrar casos de homofobia tanto na esquerda quanto na direita. Como o sociólogo Jeffrey Weeks observou em 1989, a crença de que se deve considerar a homossexualidade como um mal e preveni-la pode ser um dos poucos pontos de vista compartilhados por Fidel Castro e Margaret Thatcher. Pelo menos à época, visto que Castro mudou em muito suas perspectivas nos últimos anos.
O verbete direitos LGBT sob o comunismo mostra que, no século XX, os Estados e partidos marxistas variaram com os direitos LGBT, sendo alguns deles os primeiros partidos políticos a apoiar os direitos LGBT, enquanto outros mantiveram pontos de vista antiLGBT. No século XXI, os partidos comunistas no Ocidente são geralmente a favor dos direitos pró-LGBT.

## Breve história geral

### A política sexual do socialismo utópico e o início do socialismo científico

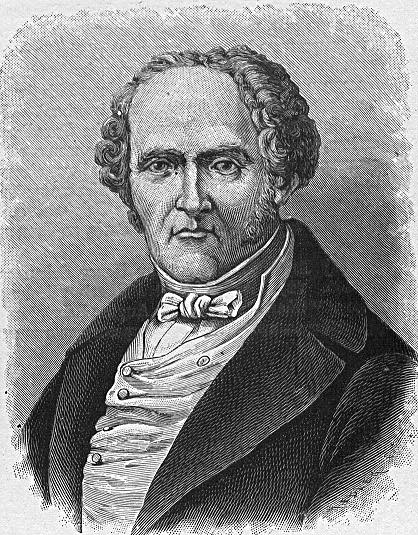
Charles Fourier, socialista utópico que inventou a palavra feminismo em 1837.

As primeiras correntes do pensamento socialista moderno são hoje descritas como socialismo utópico. Gênero e sexualidade eram questões importantes para muitos desses pensadores pioneiros, como Charles Fourier e Henri de Saint-Simon, na França, e Robert Owen na Grã-Bretanha, bem como para os seus seguidores entre os quais se incluíam muitas mulheres.
Para Fourier, a verdadeira liberdade poderia apenas ocorrer sem patrões dominadores, sem o ethos do trabalho e sem supressão de paixões; a supressão de paixões era vista como destrutiva, não apenas para o indivíduo, mas para a sociedade como um todo. Escrevendo antes da criação do termo “homossexualidade”, Fourier reconhecia que tanto o homem quanto a mulher possuíam uma ampla gama de necessidades e preferências sexuais, que poderiam variar ao longo das suas vidas, incluindo a sexualidade direcionada para o mesmo sexo e a androginia. Defendia que todos os tipos de expressão sexual deveriam ser permitidos, desde que livres de coacção individual, e mantinha que a “afirmação das diferenças individuais” poderia mesmo melhorar a integração social.
Poucas décadas depois, os influentes pensadores Karl Marx e Friedrich Engels fundam, com a dialética, com o materialismo histórico e com uma proto-sociologia, o chamado socialismo científico, que discorda de diversas formas dos utópicos das gerações anteriores, ainda que bebendo em sua essência. Marx e Engels argumentaram que seria impossível operar uma transformação radical da sociedade por meios pacíficos com a burguesia, como defendiam os utópicos; Engels considerava que as ideias dos socialistas utópicos eram “fantasias que hoje apenas nos fazem rir”.
Em seu Manuscristos Econômico-Filosóficos de 1844, que consistem numa série de anotações não intentadas para serem publicadas nem ainda pertencentes à sua fase madura, este "primeiro" Marx, retomando princípios de Fourier, Saint-Saimon e Proudhon a respeito da propriedade privada e do casamento, usa como metáfora crítica o raciocínio dos utópicos: no comunismo "bruto" e "irrefletido", assim como as mulheres passam do matrimônio para a "prostituição universal", da "propriedade particular" de um homem, especialmente do burguês, para todos os homens, sem uma real emancipação, "igualmente todo o mundo das riquezas (i. é, o mundo objetivo do homem) terá de passar da relação de casamento exclusivo com o proprietário particular para a de prostituição universal com a comunidade." Ou seja, conforme explica o cientista político e historiador Robert C. Tucker, esse comunismo "irrefletido", para Marx, não significava a superação da propriedade privada, mas sua universalização; e tampouco a abolição da exploração do trabalho, mas sua extensão para todos os homens. Este é um dos poucos trechos em toda a sua obra, junto com as considerações feministas sobre a emancipação das mulheres no Manifesto Comunista de 1848 (assinado e colaborado por vários integrantes da Liga Comunista, incluindo mulheres), em que Marx comenta, sem explicitar qualquer opinião direta ou aprofunfada, sobre a sexualidade ou a liberdade sexual.
Sobre a passagem histórica das questões sexuais do socialismo utópico para o científico, o historiador Saskia Poldevaart (1995) afirma que:
a sexualidade e a problemática do masculino/feminino foram rejeitadas como questões legítimas à medida que o marxismo se foi tornando dominante. Os métodos do socialismo utópico – alteração das relações de produção, bem como das relações entre os sexos, pela discussão da sexualidade, da família e da distinção entre o público e o privado – foram limitados pelo marxismo apenas à luta de classes; o grande objetivo do socialismo utópico – revolucionar as relações sociais – reduziu-se, para os marxistas, a revolucionar as relações econômicas e a forma de redistribuição dos bens materiais.—  Saskia Poldevaart

### Marx e Engels
Marx e Engels não fizeram da homossexualidade objeto de nenhum de seus livros ou artigos. Conforme escreveu Saskia Poldevaart, as questões sexuais e de gênero do socialismo utópico não são amplamentes consideradas pelos comunistas posteriores do século XIX, que se concentram sobretudo na luta de classes e na macroeconomia. Contudo, em cartas reservadas datadas de 1869, pelo menos uma vez, revelaram preconceito. Marx emprestou a Engels um livro de Karl H. Ulrich, iniciador do movimento contra a criminalização aos homossexuais. Depois de lê-lo, respondeu-lhe Engels: “Os pederastas estão começando a contar-se e estão se dando conta que são um poder nesse estado. Só lhe faltava organização, porém segundo esta fonte aparentemente ela já existe em segredo. E como tem homens importantes nos velhos partidos, inclusive nos novos (…), não podem deixar de triunfar (…). A propósito somente na Alemanha um homem como esse pode vir e converter esse lixo numa teoria”.

### O círculo de Magnus Hirschfeld
Magnus Hirschfeld foi uma das figuras mais destacadas do movimento GLBT na Alemanha nos inícios do século XX, e até à ascensão dos nazis ao poder. Socialista e defensor dos primeiros movimentos feministas, Hirschfeld formou o Comitê Científico-Humanitário para lutar contra a lei, o Parágrafo 175, que criminalizava as relações sexuais entre homens. A organização de Hirschfed fez um acordo com o Partido Social-Democrata da Alemanha, de que Lassalle e Schweitzer eram membros, para apresentação de uma proposta no parlamento alemão que discriminalizasse a homossexualidade, mas esta não obteve apoio suficiente e foi derrotada. A maioria dos activistas homossexuais do círculo de Hirschfeld, incluindo Kurt Hiller, Richard Linsert, Johanna Elberskirchen e Bruno Vogel, defendia uma política socialista.

### Anarquismo e direitos LGBT
Bakunin e Sergey Nechayev, contemporâneos de Marx e Engels, foram dois proeminentes libertários e anarquistas russos e, segundo alguns historiadores, amantes. Não escreveram sobre libertação sexual nem revelaram publicamente um possível romance, mas a sua correspondência privada revela uma relação apaixonada. Em 2 de Junho de 1870, Bakunin escreveu a Nechayev, depois de este o ter traído, "Eu amei-te profundamente ainda te amo, Nechayev…  amei-te tão profundamente, tão apaixonadamente, tão ternamente e acreditei em ti!".
No seu livro, The Soul of Man Under Socialism ("A Alma do Homem Sob o Socialismo"), Oscar Wilde defendeu uma sociedade igualitária, ao mesmo tempo em que alertou para o perigo que o socialismo autoritário esmagasse a individualidade. Posteriormente Wilde comentaria: "acredito ser mais que um socialista. Tenho algo de anarquista". A visão política libertária de esquerda de Wilde era compartilhada por outras figuras que, no final do século XIX, se mobilizaram pela emancipação homossexual, como John Henry Mackay e Edward Carpenter. Vários escritores referiram que, na esquerda europeia do início do século XX, quando prevalecia grande hostilidade em relação à homossexualidade, a maioria das pessoas que defendiam as liberdades sexuais, como a homossexualidade, eram anarquistas.

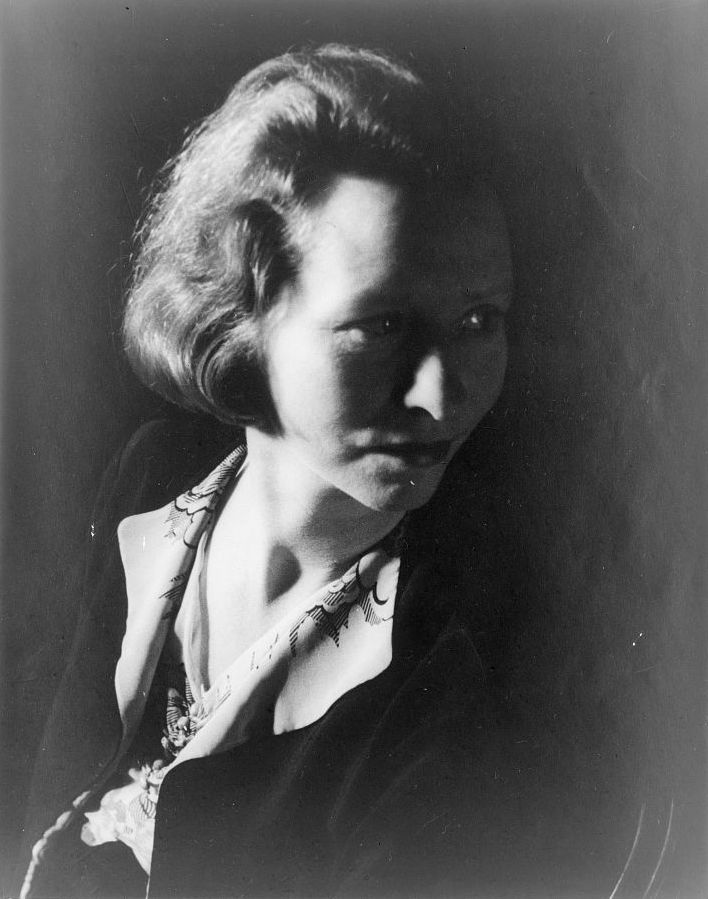
Edna St. Vincent Millay, Anarquista bissexual americana e defensora do 'sexo livre'.

#### Sexo livre e anarquia
Na Europa e na América do Norte, o movimento pelo sexo livre combinou algumas ideias recuperadas do socialismo utópico com o anarquismo e o feminismo para atacar a moralidade sexual, entendida como hipócrita, da era vitoriana, as instituições do casamento e da família, consideradas escravizadoras da mulher. Este movimento defendia uniões sexuais voluntárias, sem interferência estatal e reivindicava o direito ao prazer sexual tanto para as mulheres quanto para os homens, defendendo, por vezes, os direitos dos homossexuais e das prostitutas. O sexo livre foi defendido durante algumas décadas pelos anarquistas europeus e americanos, em oposição aos principais protagonistas da esquerda do período: os marxistas e os social democratas. A feminista radical e socialista Victoria Woodhull foi expulsa da International Workingmen's Association (Associação Internacional dos Trabalhadores) em 1871 pelo seu envolvimento no movimento pelo sexo livre. Na verdade, com o apoio de Marx, a delegação norte-americana da organização foi "purificada" dos seus elementos pacifistas, anti-racistas e feministas, acusados de colocarem um ênfase excessivo nas questões não relacionadas com a luta de classes e, portanto, de serem incompatíveis com o "socialismo científico" de Marx e Engels.
A Verband Fortschrittlicher Frauenvereine (Liga das Associações de Mulheres Progressistas), uma organização alemã de esquerda liderada por Lily Braun na viragem do século XIX, também lutou pela descriminalização da homossexualidade na Alemanha e propôs a organização das prostitutas em sindicatos. O movimento sindicalista atacava a Liga, dizendo que ela era utópica, ou optava por ignorá-la, compelindo Braun a deixar o movimento marxista internacional. Helene Stocker, outra activista alemã da ala esquerda do movimento feminista, envolveu-se fortemente no movimento para a reforma sexual de 1919, depois da Primeira Guerra Mundial, e pertenceu à direcção do Institut für Sexualwissenschaft.
Do outro lado do Atlântico, no bairro novaiorquino de Greenwich Village, feministas e socialistas boêmios, para além de lutarem pelo fim da Primeira Guerra Mundial e por outras causas socialistas e anarquistas, defendiam o direito imediato à realização pessoal e ao prazer sexual para as mulheres (e também para os homens), encorajando a experimentação com diferentes papéis sexuais e com a sexualidade. A bissexual radical Edna St. Vincent Millay e a lésbica anarquista Margaret Anderson destacaram-se neste grupo pelo seu activismo frontal. Os Villagers inspiraram-se nas trabalhadoras imigrantes femininas, (maioritariamente) anarquistas, que chegaram a Nova Iorque no período de 1905 a 1915 e na organização The Fellowship of the New Life (A Fraternidade da Vida Nova) de Edward Carpenter, Havelock Ellis e Olive Schreiner. A anarquista russa Emma Goldman, entre outros, frequentava os debates organizados pelos Villagers. Magnus Hirschfeld comentou, em 1923, que Goldman "se bateu frontalmente e continuamente pelos direitos individuais, e especialmente pelos que se viam privados desses direitos. Resultou que ela foi a primeira e única mulher, de facto a única americana, que tomou a peito publicamente a defesa do amor homossexual." Na realidade, antes de Goldman, já o anarquista heterossexual Robert Reitzel (1849–98) abordava positivamente a homossexualidade, desde a década de 1890, na sua revista Der arme Teufel (Detroit), em língua alemã.

#### Anarquistas queer europeus
A natureza precursora da defesa das liberdades individuais pelos anarquista fez acreditar vários observadores, tanto dentro da comunidade anarquista como fora, que estes abraçariam com naturalidade a defesa da homossexualidade. Emil Szittya, em Das Kuriositäten-Kabinett (1923), comentou que "uma grande quantidade de anarquistas apresentam esta tendência (homossexual). Encontrei em Paris um anarquista húngaro, Alexander Sommi, que fundou um grupo anarquista homossexual com base nesta ideia. A sua percepção é confirmada por Magnus Hirschfeld no seu livro de 1914, Die Homosexualität des Mannes und des Weibes: "Nas fileiras de um partido relativamente pequeno, o anarquista, parece-me que a proporção de homossexuais e efeminados é superior à de outros partidos." O anarquista italiano Luigi Bertoni, que Szittya considerava também ser homossexual, observou que "Os anarquistas exigem liberdade para tudo, e também para a sexualidade. A homossexualidade conduz a um sentimento saudável de egoísmo, a que todos os anarquistas deviam ambicionar."
O escritor anarcossindicalista Ulrich Linse, afirmou que  "uma figura destacada da cena cultural anarco-individualista berlinense por volta de 1900", o "precoce Johannes Holzmann" (conhecido como Senna Hoy): "um partidário do 'sexo livre', (Hoy) celebrava a homossexualidade como uma 'campeã da cultura' e envolveu-se na luta contra o Parágrafo 175.". O jovem Hoy (nascido em 1882) publicou as suas opiniões na sua revista semanal Kampf desde 1904, que atingiu uma circulação de 10.000 no ano seguinte. O psicoterapista Otto Gross defendeu também a sexualidade homossexual em ambos os sexos e argumentou contra a discriminação. Nas décadas de 1920 e 1930, os editor anarco-individualista francês Emile Armand, fez campanha pela aceitação do 'sexo livre' incluindo o homossexual, na sua revista L’en dehors.
O anarquista individualista Adolf Brand, que foi um dos membros originais do Comité Científico-Humanitário de Hirschfeld, acabou por formar um grupo com outros dissidentes do Comité. Brand e os seus colegas, conhecidos como os Gemeinschaft der Eigenen (GdE), foram fortemente influenciados por John Henry Mackay. Para este grupo o sexo homem-homem era visto como um simples aspecto da panóplia de opções viris disponíveis para todos os homens; rejeitavam as teorias médicas, como as de Hirschfeld, que defendiam que um gay era um certo tipo de pessoa, o sexo intermédio. O GdE era uma espécia de movimento de escuteiros que ecoava as doutrinas guerreiras de Esparta, os ideais de pederastia da Grécia Antiga e as ideias sobre o erotismo pedagógico Gustav Wyneken. O GdE envolveu-se fortemente em campismo e montanhismo, praticando ocasionalmente nudismo, este último como parte da Nacktkultur ("Cultura da Natureza") que varria a Alemanha, e que nos anos 1920s acabaria por se desenvolver na Freikörperkultur ("Cultura da Liberdade do Corpo") de Adolf Koch.

#### Homofobia entre os anarquistas
A despeito de compartilhar posições favoráveis aos homossexuais, o movimento anarquista não se livrou totalmente da homofobia: um editorial de 1935 de um influente jornal anarquista espanhol defendia que um anarquista não deveria se associar a homossexuais: “se você é um anarquista, isto quer dizer que você é mais íntegro moralmente e mais forte fisicamente do que o homem médio. Quem gosta de invertidos não é homem de verdade; portanto, também não é um anarquista de verdade”. O anarco-comunista e teórico político Daniel Guérin, que era bissexual, notou que Pierre-Joseph Proudhon, o "pai do pensamento anarquista", era um puritano sexual que condenou a homossexualidade, classificando-a como uma característica burguesa e alheia à classe operária.

### Fascismo e homossexualidade no imaginário da esquerda

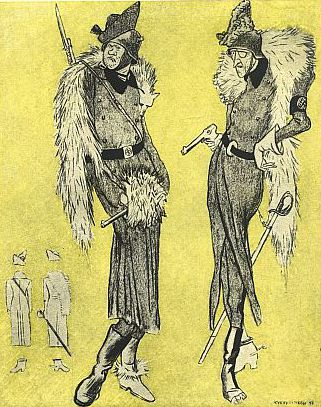
Propaganda soviética caricaturizando soldados nazistas

O comunista Máximo Gorki afirmou, no seu ensaio Humanismo Proletário de 1934, "Na Alemanha já existe um lema que diz: ’Erradicando os homossexuais, desaparece o fascismo’”". Embora as análises marxistas ortodoxas do fascismo o retratassem como um estágio avançado do capitalismo, outros autores de esquerda, como os teóricos da Escola de Frankfurt (Erich Fromm, Theodor Adorno e Max Horkheimer) e posteriormente Jean Paul Sartre e Jacques Lacan, propuseram teorias psicossexuais vinculando o fascismo à homossexualidade.[carece de fontes?] A historiadora Carolyn Dean indica que os membros da esquerda alemã no período entre-guerras foram os primeiros a estabelecer esta ligação. O jornal Munchner Post, do Partido Social-Democrata da Alemanha, publicou uma série de artigos intitulada "O Nacional-socialismo e a homossexualidade" com cabeçalhos como "Parágrafo 175" e "Irmandade de Bichas na Casa Castanha", e o Rheinische Zeitung, também ligado ao partido, avisava "Pais, protegei os vossos filhos da 'preparação física' da Juventude Hitleriana".
Escrevendo sobre o antifascismo nos anos de 1930, Harry Oosterhuis observa que "teóricos socialistas como Wilhelm Reich consideravam a homossexualidade sociologicamente e psicologicamente como uma típica aberração direitista embora presente também na new left, nacionalista e, acima de tudo, fascista. Em contraponto à presumida imoralidade e perversão dos nazis, os anti-fascistas enfatizavam a sua própria racionalidade e pureza”. Mark Meyers escreveu: "Na verdade, embora em parte desvalorizada pelos historiadores, existe grande quantidade de provas que confirmam que a construção do homem fascista como efeminado ou homossexual circulou sem interrupção na cultura ocidental desde a década de 1930". O fotógrafo Martin Dammann descobriu várias fotos de soldados nazistas cross-dressing e decidiu lançar um livro chamado "Soldier Studies: Cross-dressing In Der Wehrmacht".

### Lênin
As poucas referências de Lênin sobre sexualidade que se conhecem são críticas aos argumentos em defesa da liberdade sexual no seio da esquerda. Um grupo de escritores de esquerda escreveu: “de acordo com Lênin, a própria noção de emancipação sexual era algo típico das sociedades capitalistas e um sintoma da degeneração burguesa.”
Clara Zetkin lembra as palavras de Lênin:
"Parece-me que esta superabundância de teorias sobre sexo brota do desejo de justificar a própria vida sexual anormal ou excessiva do indivíduo ante a moralidade burguesa e reivindicar tolerância para consigo… Não importa quão rebeldes e revolucionárias aparentam ser; essas teorias, em última análise, são completamente burguesas… Não há lugar para elas no partido, na consciência de classe e na luta proletária".
Lênin criticou o sexo livre defendido pela comunista Alexandra Kollontai como completamente anti-marxista, e, acima de tudo, anti-social.
- Mas Lênin dizia: “A primeira ditadura do proletariado abre verdadeiramente o caminho para a completa igualdade social da mulher. Elimina mais preconceitos que a montanha de escritos sobre, a igualdade feminina.” (Lênin e o Movimento Feminino - Clara Zetkin - 1920).[42]

### Estados socialistas e comunistas do século XX
Já em dezembro de 1917, seguindo a Revolução Russa de outubro, a República Socialista Federativa Soviética da Rússia descriminalizou a homossexualidade ao descartar o Código Legal da Rússia Czarista.
Ao abolir o código legal czarista, a Rússia comunista efetivamente legalizou a homossexualidade. O novo código criminal não continha nenhuma criminalização LGBT.
A criminalização LGBT retorna anos mais tarde com Josef Stálin, a partir de 1933. De fato, a partir da chegada de Stalin ao poder, o ambiente para as minorias sexuais piorou em todos os estados comunistas. Alguns intelectuais no Ocidente, como o escritor homossexual André Gide, deixaram de apoiar o comunismo após terem tomado conhecimento da brutal repressão na URSS.
O historiador Jennifer Evans relata que o governo da Alemanha de Leste encarava as relações sexuais entre pessoas do mesmo sexo como resquícios da decadência burguesa, um sinal de fraqueza moral e uma ameaça à saúde social e política da nação. Toda essa caracterização estava subjacente às políticas e práticas do conjunto de países comunistas, bem como das organizações socialistas/comunistas que seguiam as orientações desses mesmos países.
Tendo a produtividade e a uniformidade como características dominantes, os estados comunistas viam as minorias sexuais como improdutivas e não-conformes; os comunistas associavam geralmente os comportamentos femininos nos homens com luxúria, ócio e classes abastadas. Homens efeminados e homossexuais foram,  nalguns casos, forçados a aderir a programas de “reeducação” que envolviam trabalhos forçados, terapia de conversão, drogas psicotrópicas e confinamento em hospitais psiquiátricos.
O escritor cubano gay Reinaldo Arenas descreveu que, logo após a chegada ao poder em Cuba do governo comunista, “iniciou-se a perseguição, com a construção de campos de concentração… o ato sexual tornou-se um tabu enquanto era proclamado o ‘novo homem’ e exaltada a masculinidade”. Em 2010, Fidel Castro, líder da Revolução Cubana, admitiu que seu governo perseguiu homossexuais na décadas de 1960 e 1970, exonerando-os de cargos públicos, prendendo-os ou lhes enviando a campos de trabalho forçado, e afirma que "foram momentos de muita injustiça". Programas similares de “reforma moral” foram instituídos na URSS, na China Comunista e na Alemanha Oriental como parte da construção de uma sólida fundação para as novas repúblicas socialistas.
Todos os estados comunistas baniram associações – comunitárias e políticas - de lésbicas e gays e impediram a publicação de materiais gays e lésbicos. Com frequência, especialmente durante os anos de 1950 e 1960, lésbicas e gays foram denunciados, demitidos de seus empregos, presos, deportados e, em alguns casos, castrados ou até mesmo executados. Como em outras partes do mundo, as condições de vida para as pessoas LGBT nestes países melhorou substancialmente a partir da década de 1980, com a queda do Muro de Berlim.

#### China: 1949-presente
Na cultura chinesa tradicional havia uma certa neutralidade aos relacionamentos homossexuais, mas o colapso da Dinastia Qing em 1911 marcou o fim dessa era de neutralidade. O movimento socialista emergente (Movimento Quatro de Maio) que se colocava como voltado ao futuro, em detrimento à sua visão do passado, iniciou um movimento de adoção, por parte da China, de perspectivas médicas ocidentais que consideravam a homossexualidade como uma doença, associando-a à anormalidade.
Mais tarde, com a proclamação da República Popular da China pelo Partido Comunista Chinês em 1949, a repressão da homossexualidade tornou-se mais dura. Os líderes comunistas chineses consideravam que a homossexualidade era uma perversão capitalista que precisava ser eliminada para se poder garantir o sucesso da libertação dos camponeses e operários. Embora não houvesse leis anti-homossexuais nesse período na China, as pessoas suspeitas de homossexualidade eram sujeitas a prisão, ao ostracismo, ao casamento compulsório, a castração forçada e mesmo a execução com base em um conjunto de leis, sem qualquer objetividade, criadas com o objectivo de manter a ordem social dentro da normativa heterossexual.
O governo chinês anunciou, em 1997, que não iria mais tratar as relações homossexuais consensuais e privadas entre adultos como um crime e, em 2001, que a homossexualidade não seria mais considerada uma doença mental. Contudo, a censura governamental sobre a mídia proíbe referências à homossexualidade, pois isso atentaria contra o “modo de vida saudável da China.” Desde 2001, as ONGs que auxiliam pessoas portadoras de AIDS têm sido perseguidas, incomodadas ou compelidas a fechar suas portas. Em Henan, jovens militantes que criaram um orfanato para soropositivos foram perseguidos e presos. As autoridades chinesas fecharam websites que ofereciam informações para gays e, em Dezembro de 2005, através de uma ação policial, impediram a realização um festival cultural gay e lésbico em Pequim.

### 1945-1968: “neutralidade política”
No período pós-Segunda Guerra Mundial, um ambiente sexualmente conservador dominou tanto a esquerda quanto a direita. O macartismo nos Estados Unidos difundia a crença de que os “homossexuais escondidos” fomentavam uma “conspiração comunista”, ao passo que a URSS continuava a prender homossexuais pelo seu “vício capitalista”. Diversos grupos defensores dos direitos gays surgiram ou renasceram em países ocidentais como Inglaterra, França, Alemanha, Holanda, Estados Unidos e nos países escandinavos. A despeito da diversidade de origens políticas dos seus líderes, estes grupos tinham uma postura, em grande parte, politicamente neutra.
Harry Hay, visto por muitos como o pai dos movimentos pelos direitos gays modernos, nos Estados Unidos, iniciou a sua trajetória como militante sindical. Em 1934, organizou com a ajuda do seu companheiro, o ator Will Geer, uma importante greve operária de 83 dias na baía de São Francisco (Califórnia). A despeito de ser membro ativo do Partido Comunista, foi expulso do partido no início da década de 1950 pelo fato de ter fundado uma organização voltada para a defesa da população gay. Alguns anos antes (em 1949), o poeta marxista e cineasta Pier Paolo Pasolini foi também  expulso do Partido Comunista Italiano após ser detido por conta de um ato homossexual. A homossexualidade continuou a ser, por décadas, justificação para a expulsão de membros, na maior parte dos grupos socialistas e comunistas.

### 1968 – 1985
A emergência dos novos movimentos sociais nas décadas de 1960 e 1970 levou a uma revisão, no interior da esquerda, da relação entre gênero, sexualidade e política identitária. O feminismo socialista criticou o marxismo pelo fato deste não se preocupar com a opressão de gênero, subsumindo-a em uma opressão de classe genérica.
A partir de diversos eventos, como o Maio de 1968, em França, o movimento nos Estados Unidos contra a Guerra do Vietname e a Rebelião de Stonewall de 1969, começaram a surgir ao redor do mundo organizações pela Libertação Gay. Muitos localizaram as raízes dessas organizações como estando mais próximas do radicalismo de esquerda do que dos grupos gays “politicamente neutros” mencionados antes. Alguns líderes e escritores da chamada Libertação Gay foram inspirados no livro de Herbert Marcuse, Eros e Civilização, que busca sintetizar as ideias de Karl Marx e Sigmund Freud.
Os grupos socialistas do mundo anglo-saxão responderam à Libertação Gay de duas formas: alguns, especialmente aqueles ligados à União Soviética e China, continuaram a opor-se aos direitos gays e a expulsar os seus membros homossexuais; outros socialistas lamentaram o declínio da esquerda tradicional e mudaram o foco da luta do movimento operário para as “questões de classe média", diluindo a problemática da luta de classes.
Diversas organizações socialistas começaram a reconhecer a “opressão gay e lésbica”, mas não se mostraram favoráveis à criação de organizações específicas para lidar com esse problema.
Em 1977, um grupo de críticos de cinema socialistas observou que “a esquerda, de um modo geral, foi relutante em apoiar a libertação gay, sendo que grande parte dela se opôs ativamente a essa libertação, reproduzindo as mesmas atitudes antigay da sociedade heterossexual”.
Enquanto isso, no mundo ocidental, desde a década de 1960, os direitos civis para as minorias foram sendo expandidos. Diversos países e regiões administrativas, liderados por governos socialistas ou trabalhistas, começaram por suprimir as leis relacionadas com a sodomia. Mas também os governos liberais, democratas-cristão e mesmo conservadores acabariam por os seguir

### 1985 – presente
Nos últimos anos, as comunidades LGBT foram conseguindo vitórias sociais e políticas importantes em relação às suas reivindicações de igualdade de direitos. A esquerda tradicional, por sua vez, tem vindo a declinar e tem vindo a aceitar cada vez mais a diversidade sexual e de gênero. Em contrapartida, em países com um grau considerável de aceitação da homossexualidade, nota-se a emergência de uma nova voz de gays conservadores – embora o conservadorismo político continue a ser um poderoso preditor de "preconceito" em relação a lésbicas e gays.
Partidos socialistas e comunistas do ocidente adotaram a causa LGBT como integrante à ampla luta social.